# 19 février aux Jeux olympiques de 2006
Le dimanche 19 février aux Jeux olympiques d'hiver de 2006 est le neuvième jour de compétition.

## Programme
- 09h00 : Curling (H) : phase préliminaire (10e session)
  -  Norvège 9-6  Nouvelle-Zélande
  -  Allemagne 7-5  Suède
  -  Italie 4-7  Finlande
  -  Royaume-Uni 8-9  États-Unis
- 10h00 : Ski de fond (H) : Relais 4 × 10 km
- 12h00 : Ski alpin (F) : Super G (départ reporté en raison des mauvaises conditions météo ; la course est reportée à une date ultérieure)
- 12h05 : Hockey sur glace (H) : Tour préliminaire, Groupe A ;  Allemagne 2-2  Suisse
- 13h05 : Hockey sur glace (H) : Tour préliminaire, Groupe B ;  Russie 9-2  Lettonie
- 14h00 : Curling (F) : phase préliminaire (10e session)
  -  Suisse 9-8  États-Unis
  -  Italie 4-11  Canada
  -  Royaume-Uni 5-10  Japon
  -  Russie 9-7  Danemark
- 16h05 : Hockey sur glace (H) : Tour préliminaire, Groupe B ;  Slovaquie 2-1  Kazakhstan
- 17h00 : Patinage de vitesse (F) : 1 000 m
- 17h05 : Hockey sur glace (H) : Tour préliminaire, Groupe B ;  États-Unis 1-2  Suède
- 17h30 : Bobsleigh (H) : bob à deux, 3e manche
- 18h30 : Ski acrobatique (F) : qualifications
- 17h00 : Curling (H) : phase préliminaire (11e session)
  -  Royaume-Uni 2-5  Finlande
  -  Nouvelle-Zélande 1-9  Canada
  -  Suède 3-8  Suisse
  -  Norvège 5-2  Allemagne
- 19h00 : Patinage artistique (M) : danse originale
- 19h20 : Bobsleigh (H) : bob à deux, 4e et dernière manche
- 20h05 : Hockey sur glace (H) : Tour préliminaire, Groupe A ;  République tchèque 4-1  Italie
- 21h05 : Hockey sur glace (H) : Tour préliminaire, Groupe A ;  Finlande 2-0  Canada

(H) : Hommes ; (F) : Femmes ; (M) : Mixte
L'heure utilisée est l'heure de Turin : UTC+01 heure ; la même utilisée à Bruxelles, Genève et Paris.

## Finales

### Ski de fond - Relais 4 × 10 km H
4 × 10 km H
| Place | Nation    | Athlète                                                                          | Temps total       |
| ----- | --------- | -------------------------------------------------------------------------------- | ----------------- |
| 1er   | Italie    | Fulvio Valbusa Giorgio Di Centa Pietro Piller Cottrer Christian Zorzi            | 1 h 43 min 45 s 7 |
| 2e    | Allemagne | Andreas Schlütter Jens Filbrich René Sommerfeldt Tobias Angerer                  | +15 s 7           |
| 3e    | Suède     | Mats Larsson Johan Olsson Anders Södergren Mathias Fredriksson                   | +16 s 0           |
| 4e    | France    | Christophe Perrillat-Collomb Alexandre Rousselet Emmanuel Jonnier Vincent Vittoz | +37 s 1           |
| 5e    | Norvège   | Jens Arne Svartedal Odd-Bjørn Hjelmeset Frode Estil Tore Ruud Hofstad            | +1 min 10 s 6     |
| 6e    | Russie    | Sergueï Novikov Vassili Rotchev Ivan Alypov Eugeni Dementiev                     | +1 min 24 s 2     |
| 7e    | Suisse    | Reto Burgermeister Christian Stebler Toni Livers Remo Fischer                    | +1 min 25 s 2     |
| 8e    | Estonie   | Aivar Rehemaa Andrus Veerpalu Jaak Mae Kaspar Kokk                               | +1 min 38 s 1     |

### Patinage de vitesse - 1000 m F
| Place | Nation    | Athlète            | Temps         |
| ----- | --------- | ------------------ | ------------- |
| 1er   | Pays-Bas  | Marianne Timmer    | 1 min 16 s 05 |
| 2e    | Canada    | Cindy Klassen      | 1 min 16 s 09 |
| 3e    | Allemagne | Anni Friesinger    | 1 min 16 s 11 |
| 4e    | Pays-Bas  | Ireen Wüst         | 1 min 16 s 39 |
| 5e    | Canada    | Kristina Groves    | 1 min 16 s 54 |
| 6e    | Pays-Bas  | Barbara de Loor    | 1 min 16 s 73 |
| 7e    | Russie    | Svetlana Zhurova   | 1 min 17 s 13 |
| 8e    | Pologne   | Katarzyna Wojcicka | 1 min 17 s 28 |

### Bobsleigh - Bob à deux H
| Place | Nation     | Athlète                              | Temps total   |
| ----- | ---------- | ------------------------------------ | ------------- |
| 1er   | Allemagne  | Andre Lange Kevin Kuske              | 3 min 43 s 38 |
| 2e    | Canada     | Pierre Lueders Lascelles Oneil Brown | 3 min 43 s 59 |
| 3e    | Suisse     | Martin Annen Beat Hefti              | 3 min 43 s 73 |
| 4e    | Russie     | Alexandre Zoubkov Alekseï Voïevoda   | 3 min 44 s 00 |
| 5e    | Allemagne  | Matthias Hoepfner Marc Kuehne        | 3 min 44 s 25 |
| 6e    | Lettonie   | Janis Minins Daumants Dreiškens      | 3 min 44 s 63 |
| 7e    | États-Unis | Todd Hays Pavle Jovanovic            | 3 min 44 s 72 |
| 8e    | Suisse     | Ivo Rueegg Cédric Grand              | 3 min 44 s 86 |

## Médailles du jour
| Rang | Nations   | Médaille d'or, Jeux olympiques | Médaille d'argent | Médaille de bronze | Total |
| ---- | --------- | ------------------------------ | ----------------- | ------------------ | ----- |
| 1er  | Allemagne | 1                              | 1                 | 1                  | 3     |
| 2e   | Italie    | 1                              | 0                 | 0                  | 1     |
| -    | Pays-Bas  | 1                              | 0                 | 0                  | 1     |
| 4e   | Canada    | 0                              | 2                 | 0                  | 2     |
| 5e   | Suède     | 0                              | 0                 | 1                  | 1     |
| -    | Suisse    | 0                              | 0                 | 1                  | 1     |